# Jocelin van Leuven
Gozelin, beter bekend onder zijn Angelsaksische naam Jocelin (? - 1180) was een bastaardzoon van Godfried I van Leuven.
Hij groeide op aan het hof van Willem de Veroveraar bij zijn halfzus Adelheid van Leuven, koningin van Engeland. Later huwde hij de Engels-Normandische Agnes de Percy, erfdochter van William de Percy, vierde baron van Percy. Zijn nakomelingen in mannelijke lijn zijn de graven en hertogen van Northumberland.